# ソルビタン脂肪酸エステル

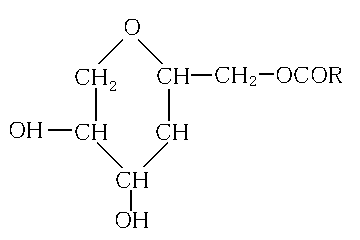
ソルビタンモノエステルの構造式

ソルビタン脂肪酸エステル（ソルビタンしぼうさんエステル）は、ソルビタンと脂肪酸のエステルで、食品用乳化剤や化粧品・工業用界面活性剤として、単独または他の界面活性剤と配合して用いられる。1945年に米国Atlas社により開発され、日本でも古くから食品添加物として用いられてきた。1996年の資料によると、食品用として年間約1,500トン、食品以外の用途として年間約4,000トンが使われている。

## 種類
ソルビタンには水酸基が4つあり、そこに結合する脂肪酸の種類・個数は様々な組合せが可能であるため、ソルビタン脂肪酸エステルには多様な分子種がある。例えば右図においてR=ステアリン酸であるものはソルビタンモノステアレート、R=オレイン酸であるものはソルビタンモノオレエート、R=ラウリン酸であるものはソルビタンモノラウレートという具合である。
ただし、実際の合成反応ではソルビタン1分子に結合する脂肪酸の数を正確にコントロールすることはできず、生成物は複数の分子種の混合物として得られる。生成物の分別は容易ではなく、またその必要もないため、混合物のまま販売されている。
「ソルビタンモノステアレート」などの名称は、ソルビタンと脂肪酸の全体としてのモル比として理解される。例えば、ソルビタンモノステアレートの場合は、ソルビタンとステアリン酸を1:1の比でエステル反応させたものであることを意味しており、生成物が単一のモノエステルであることを示すわけではない。
HLB値はソルビタントリオレエートの2.0から同モノラウレートの8.6までのものが存在しており、全体としてやや疎水性の傾向を示す。

## 用途
O/W（水中油滴）型乳化剤として、ソルビタンモノステアレートとソルビタントリステアレートを組み合わせたものが、ショ糖脂肪酸エステルと配合してコーヒーフレッシュに、またレシチン・グリセリン脂肪酸エステルと配合してホイップクリームに用いられる。
W/O（油中水滴）型乳化剤としては、マーガリンの水分分離防止や、パン製造時の離型剤としてソルビタンモノステアレートが、バタークリームの離水防止・保型性向上のためソルビタンジエステルや同トリエステルが用いられることがある。消泡剤としてはソルビタントリオレエートやトリエルシネートがプリンミックスや発酵食品・佃煮などに用いられる。粉末ココア・粉末カレーなど油脂を含む粉末食品には分散性向上のため、ソルビタンモノラウレートや同モノステアレートが使われることがある。モノステアレートはチューインガムの歯への付着防止やチョコレートのファットブルーム軽減にも有効である。
近年では、フマキラーから『カダンセーフ』、丸和バイオケミカルから『ムシラップ』の名で殺虫・殺菌剤として、花王から『スカッシュ』（但し、ポリオキシエチレン樹脂酸エステルも含有）の名で展着剤として販売されており、天然由来のほぼ毒性のない農薬として注目されている。
その他、医薬品や化粧品の添加物としても用いられる。また、プラスチック用の帯電防止剤・滑剤・防曇剤、消泡剤、顔料分散剤、食器洗浄機用乾燥仕上げ剤としても用いられる。

## 主なメーカー
- 花王 - 商品名は食品用が「エマゾール」、一般用が「レオドール」である。『カダンセーフ』原液も同社が製造している。[要出典]
- 理研ビタミン
- 日油